# Умершие в сентябре 1941 года
Это список известных людей, соответствующих установленным критериям значимости (см. Википедия:Критерии значимости персоналий), умерших в сентябре 1941 года.
Причина смерти указывается лишь в исключительных случаях (убийство, самоубийство, гибель в результате военных действий, смертная казнь, ДТП или несчастные случаи). В остальных случаях — не указывается.

## 1 сентября

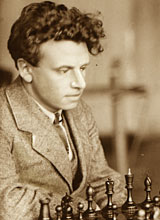
Александр Ильин-Женевский

- Блэкли, Уильям Фарис — австралийский ботаник-систематик.
- Виноградов, Александр Иосифович (44) — советский военный деятель, полковник, участник Первой мировой, Гражданской, и Великой Отечественной войн.
- Ортен, Иржи (22) — чешский поэт еврейского происхождения, сбит машиной.
- Партс, Карл (55), эстонский военный деятель, участник освободительной войны Эстонии. умер в советской тюрьме.

## 3 сентября
- Брукман, Гуго — немецкий издатель.
- Ильин-Женевский, Александр Фёдорович (46) — литератор, журналист и организатор шахматной жизни в СССР; погиб при налёте немецкой авиации.
- Попов, Александр Васильевич (21), советский военный лётчик. Участник Великой Отечественной войны. Герой Советского Союза (1941, посмертно). Младший лейтенант авиации. Погиб в бою.

## 5 сентября
- Межак, Пётр Каспарович (83) — русский и латышский военный деятель, генерал-майор; погиб в ГУЛАГЕ.
- Мунчан, Славко (31), югославский студент, партизан Народно-освободительной войны Югославии, Народный герой Югославии (посмертно), самоубийство во избежание плена.
- Ялканен, Калле, финский лыжник, чемпион зимних Олимпийских игр (1936) в эстафете 4×10 км, чемпион мира (1938) на дистанции 50 км. Погиб на советско-финском фронте второй мировой войны, подорвавшись на мине

## 7 сентября
- Белов, Иван Михайлович (26), советский военный лётчик, участник советско-финской войны (в должности командира звена 5-го смешанного авиационного полка ВВС 14-й армии) и Великой Отечественной войны (в должности заместителя командира 179-го истребительного авиационного полка Западного фронта). Герой Советского Союза (5.02.1940), лейтенант. Погиб при бомбардировке противником аэродрома в городе Карачев
- Вайда, Лайош (33), венгерский художник-график. Умер от туберкулёза.
- Паттон-Фантон-де-Веррайон, Пётр Иванович (75), русский контр-адмирал, участник Цусимского сражения. Умер во Франции.

## 8 сентября
- Владимир Пешков (30) — флаг-штурман авиационной эскадрильи 49-го истребительного авиационного полка 15-й армии Северо-Западного фронта, старший лейтенант. Герой Советского Союза.

## 9 сентября

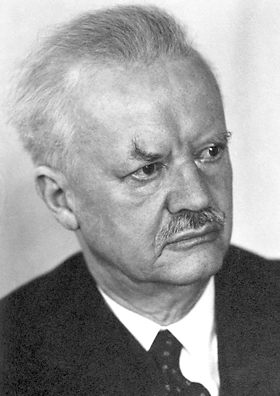
Ханс Шлеман

- Бурмистенко, Михаил Алексеевич (38), украинский советский политический деятель, Председатель Верховного Совета УССР (1938—1941). Погиб на фронте.
- Шпеман, Ханс (72), немецкий эмбриолог, лауреат Нобелевской премии по физиологии и медицине в 1935 году.

## 10 сентября
- Донец, Михаил Иванович (58), российский и советский (УССР) певец (бас), народный артист УССР (1930). Убит в тюрьме НКВД
- Каван, Франтишек (75), чешский художник и писатель.
- Нётер, Фриц (46), немецкий математик еврейского происхождения. Расстрелян по приговору советского суда. Реабилитирован посмертно.
- Сторожаков, Алексей Николаевич (24), заместитель командира эскадрильи 154-го истребительного авиационного полка (39-я истребительная авиационная дивизия, Северный фронт), старший лейтенант. Герой Советского Союза (посмертно). Погиб в бою.
- Хилсдон, Джордж (56), английский футболист. Умер в нищете в приюте для бездомных.

## 11 сентября

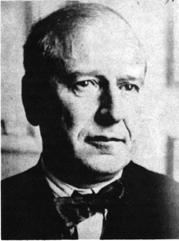
Христиан Раковский

- Арнольд, Валентин Вольфридович — заведующий гаражом и отделом снабжения на ряде рудников Кузбасса, фигурант Второго Московского процесса. Расстрелян органами НКВД. Реабилитирован посмертно.
- Апресов, Георгий (Гарегин) Абрамович (51) — советский государственный и партийный деятель, генеральный консул СССР в Урумчи (Китай)
- Бессонов, Сергей Алексеевич (49), советский государственный, общественный и партийный деятель, дипломат. Расстрелян органами НКВД, реабилитирован посмертно.
- Гончаров, Василий Софронович, генерал-майор Рабоче-крестьянской Красной Армии.
- Каменева, Ольга Давидовна (58), деятель российского революционного движения, сестра Л. Д. Троцкого и первая жена Л. Б. Каменева. Расстреляна органами НКВД.
- Плетнёв, Дмитрий Дмитриевич — российский и советский научный деятель и публицист. Профессиональный врач-терапевт. Расстрелян органами НКВД, реабилитирован посмертно
- Раковский, Христиан Георгиевич (68), советский политический, государственный и дипломатический деятель, деятель международного социалистического и коммунистического движения. Расстрелян органами НКВД, реабилитирован посмертно.
- Спиридонова, Мария Александровна (56), российская революционерка, одна из руководителей партии левых эсеров. Расстреляна органами НКВД, реабилитирована посмертно.
- Строилов, Михаил Степанович — главный инженер треста «Кузбассуголь» в 1935—1936 годах. Расстрелян органами НКВД, реабилитирован посмертно.
- Яковлева, Варвара Николаевна, деятель российского революционного движения, нарком финансов РСФСР в 1929—1937. Расстреляна органами НКВД, реабилитирована посмертно.

## 12 сентября

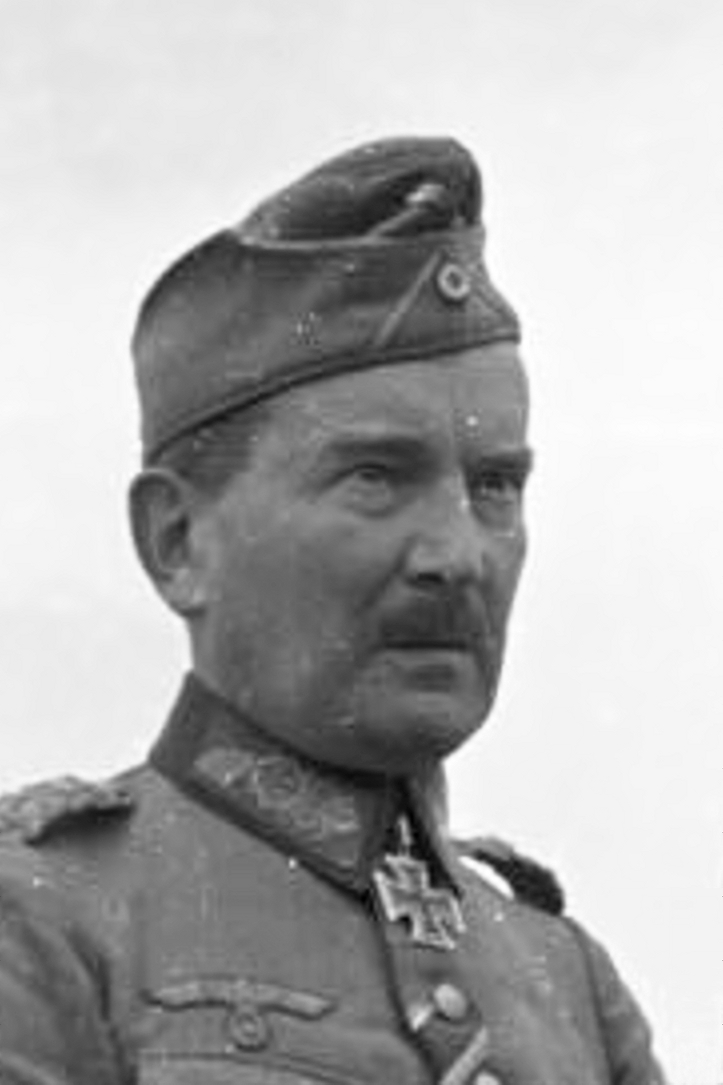
Ойген фон Шоберт

- Зеленко, Екатерина Ивановна (24), лётчица, старший лейтенант, единственная в мире женщина, совершившая воздушный таран, Герой Советского Союза (посмерно) (1990).
- Марусажувная, Гелена (23), польская спортсменка, член польского сопротивления. Расстреляна немецкими оккупантами.
- Микушев, Георгий Николаевич (43), генерал-майор, советский военачальник времён Великой Отечественной войны, командир 41-я стрелковой дивизии, погиб в бою.
- Сонгайло, Михаил Александрович (67), русский и литовский архитектор.
- Шоберт, Ойген фон (58), германский генерал, принимавший участие в Первой и Второй Мировых войнах. Генерал-полковник, командующий 11-й армией группы армий «Юг». Подорвался на минном поле.

## 13 сентября
- Магдик, Николай Николаевич, (34) капитан Рабоче-крестьянской Красной Армии, участник Советско-финской и Великой Отечественной войн, Герой Советского Союза (1940), лишён звания в 1941 году. Погиб на фронте

## 14 сентября
- Асташкин, Михаил Егорович (32), советский военный лётчик, участник советско-финской и Великой Отечественной войн, в годы Великой Отечественной войны — командир эскадрильи 69-го истребительного авиационного полка Отдельной Приморской армии, Герой Советского Союза (посмертно), капитан. Погиб в бою
- Бринько, Пётр Антонович (25), Герой Советского Союза, лётчик-истребитель, заместитель командира эскадрильи 13-го истребительного полка 61-й истребительной авиационной бригады Военно-воздушных сил Краснознамённого Балтийского флота, лейтенант. Погиб в бою.
- Флейшман, Вениамин Иосифович (28), ленинградский композитор. Участник Великой Отечественной войны. Погиб в бою.
- Шеронин, Евгений Михайлович — советский боксёр легчайшей весовой категории, выступал за сборную страны в 1930-е годы. Чемпион СССР, заслуженный мастер спорта (посмертно) Участник Великой Отечественной войны. Погиб в бою.

## 15 сентября
- Борисов, Трофим Михайлович (59), русский советский писатель. Умер от рака.
- Задорин, Николай Степанович (32), капитан Рабоче-крестьянской Красной Армии, участник боёв на Халхин-Голе и Великой Отечественной войны, Герой Советского Союза (1939). Погиб в бою.
- Нумеров, Борис Васильевич (50), советский астроном, член-корреспондент АН СССР (1929). Расстрелячн органами НКВД. Реабилитирован посмертно
- Стеклов, Юрий Михайлович (68), российский революционер и публицист, государственный и политический деятель, историк, редактор. Репрессирован. Умер в заключении. Посмертно реабилитирован.

## 16 сентября
- Валлейка, Алфредс (52), латвийский военный деятель, основатель латвийской авиации. Умер в советской ссылке.
- Трубаченко, Василий Петрович (29), Герой Советского Союза.

## 17 сентября
- Егор Новиков (25) — Герой Советского Союза.
- Ормицкий, Виктор (43) — польский географ, картограф, убит в немецком концлагере.

## 18 сентября
- Фред Карно (75), английский антрепренёр. Умер от диабета.

## 19 сентября
- Лапин, Борис Матвеевич (36), русский советский поэт, прозаик, погиб в окружении под Киевом
- Хацревин, Захар Львович (38), русский советский писатель, журналист, переводчик и сценарист, погиб в окружении под Киевом

## 20 сентября

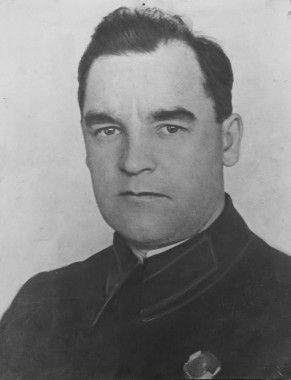
Михаил Бурмистенко

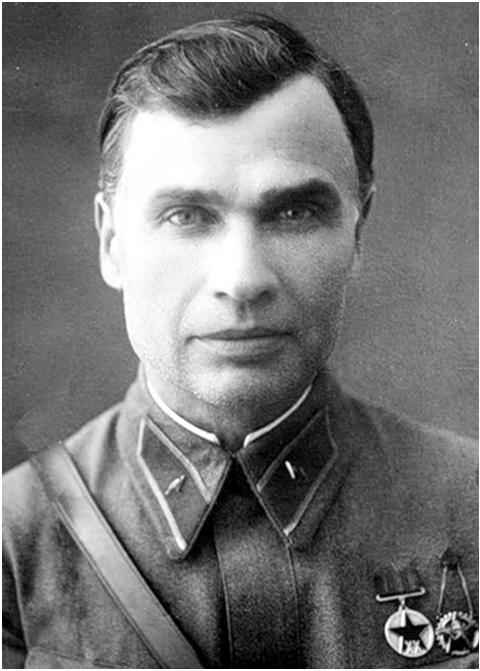
Михаил Кирпонос

- Бурмистенко, Михаил Алексеевич (38), украинский советский политический деятель. Погиб в бою
- Иванов, Борис Николаевич (39), советский скульптор. Участник Великой Отечественной войны, погиб в бою.
- Кирпонос, Михаил Петрович (49), советский военачальник, генерал-полковник (22 февраля 1941) командующий Юго-Западным фронтом (1941), Герой Советского Союза (1940) Погиб на фронте.
- Крымов, Юрий Соломонович (33), советский писатель, погиб на фронте.
- Тупиков, Василий Иванович (39), советский военачальник, генерал-майор (1940), начальник штаба Юго-Западного фронта в июле — сентябре 1941 года. Погиб на фронте.

## 21 сентября
- Астапович, Аркадий Антонович (45), белорусский советский художник-график.
- Михеев, Анатолий Николаевич, советский военный инженер, чекист, комиссар государственной безопасности 3-го ранга, участник Великой Отечественной войны, погиб в бою
- Смаглий, Алексей Васильевич, лейтенант, выпускник Севастопольского военно-морского училища. Погиб в бою.

## 22 сентября
- Кузнецов, Борис Львович, лейтенант Рабоче-крестьянской Красной Армии, участник советско-финской и Великой Отечественной войны, Герой Советского Союза.
- Мясников, Александр Павлович,краснофлотец, комсорг 2-го отдельного батальона 4-й бригады морской пехоты Балтийского флота Ленинградского фронта.

## 23 сентября
- Зельцер, Иоганн Моисеевич российский драматург и сценарист, военный журналист. Погиб на потопленном немецкой авиацией линкоре Марат
- Золин, Иван Леонтьевич (34), старший лейтенант Рабоче-крестьянской Красной Армии, участник Великой Отечественной войны, Герой Советского Союза (1942) (посмертно). Погиб в бою.
- Шилов, Михаил Ильич (20), лётчик 69-го истребительного авиационного полка, лейтенант. Герой Советского Союза (посмертно). Погиб в бою.

## 24 сентября
- Лазарев, Иван Романович (32), советский офицер, участник боёв в районе озера Хасан и Великой Отечественной войны, Герой Советского Союза (1938). Умер от ран в госпитале.
- Смирнов, Николай Алексеевич, советский комиссар, участник Великой Отечественной войны, комиссар 3-го стрелкового полка дивизии народного ополчения. Погиб в бою
- Федер, Готфрид (58), немецкий экономист, один из первых ключевых членов нацистской партии.

## 25 сентября
- Джюрич, Желимир (22), югославский сербский учитель, партизан Народно-освободительной войны Югославии, Народный герой Югославии (посмертно). Погиб в бою.
- Кириченко, Алексей Петрович (47), старший политрук Рабоче-крестьянской Красной Армии, участник Великой Отечественной войны, Герой Советского Союза (посмертно).
- Кин, Фоксхолл (73), американский игрок в поло, чемпион летних Олимпийских игр 1900 г. В Париже
- Лейбович, Михаил Яковлевич(33), деятель компартии Румынии, подпольщик. Погиб в бою с немецкими карателями.
- Моргенштерн, Израиль Маркович (38), деятель компартии Румынии, секретарь Бессарабского подпольного обкома партии (1936—1937). Погиб в бою с немецкими карателями.
- Мясников, Иван Степанович (29), участник боёв на реке Халхин-Гол и Великой Отечественной войны, командир роты 5-й мотострелковой пулемётной бригады 1-й армейской группы, младший лейтенант. Герой Советского Союза (1939) Погиб в бою.

## 26 сентября
- Агостони, Уго[англ.] (48), итальянский велосипедист, победитель гонки Милан — Сан-Ремо (1914)[1].

## 28 сентября
- Борзилов, Семён Васильевич (48), советский военачальник, комбриг (16.08.1938), генерал-майор танковых войск (04.06.1940). Участник Первой Мировой, Гражданской, Советско-финской и Великой Отечественной войн. Погиб в бою.
- Лакич, Радойка (23), югославская студентка, участница Народно-освободительной войны Югославии, посмертно Народный герой Югославии (посмертно).
- Корязин, Дисан Николаевич (19), сержант Рабоче-крестьянской Красной Армии, участник Великой Отечественной войны, Герой Советского Союза (посмертно).
- Мейер, Кирстин (79), датский физик
- Питкянен, Паули (29) — Финский лыжник, трёхкратный чемпион мира (1938, 1939). Погиб на советско-финском фронте Второй мировой войны.

## 29 сентября
- Богачёв, Василий Гаврилович (31), Командир танкового батальона 10-го танкового полка 10-й танковой бригады 38-й армии Юго-Западного фронта. Капитан. Герой Советского Союза (посмертно). Погиб в бою.
- Галант, Илья Владимирович (74) — российский и советский археограф, педагог и писатель еврейского происхождения. Расстрелян немецкими оккупантами в Бабьем Яру
- Качанов, Кузьма Максимович (40), советский военачальник, командующий 34-й армией, генерал-майор. Расстрелян по приговору Военного трибунала. Реабилитирован посмертно.
- Аба-Новак, Вильмош (29), венгерский художник[2].

## 30 сентября
- Иван Волосевич (32) Герой Советского Союза
- Заяц, Денис Архипович (27), старшина роты 257-го стрелкового полка 7-й стрелковой дивизии 7-й армии Северо-Западного фронта, Герой Советского Союза (1940). Погиб в бою
- Крейчи, Франтишек Вацлав (73), чешский писатель.
- Слейд, Уильям (68), британский полицейский и перетягиватель каната, бронзовый призёр летних Олимпийских игр 1908.